# Cesarstwo Palmyry
Cesarstwo Palmyry – państwo historyczne, samozwańcze cesarstwo istniejące w latach 263–272/273 we wschodniej części Cesarstwa Rzymskiego.

## Geneza
Od lat 40. III wieku królem syryjskiego miasta Palmyry był Septimius Odenathus. Rządzone przez niego państwo było silne militarnie, oraz ekonomicznie z powodu przebiegających przez nie szlaków handlowych. Odenat pozostawał wierny Rzymowi. Pomógł między innymi cesarzowi Walerianowi w walce z władcą Persji Szapurem I. W zamian został uhonorowany przez Waleriana. Następnie cesarz Galien miał zamiar uczynić z Palmyry centrum rzymskiej polityki wojskowej na Wschodzie. W 263 Odenat przyjął tytuł imperator, oraz corrector totus Orientis („nadzorca całego Wschodu”). Oprócz tego mianował się królem królów Wschodu. Otrzymał także pozwolenia na noszenie cesarskiej korony laurowej. Palmyra dwukrotnie pokonała Persów, ale w 267 Odenat został zasztyletowany, prawdopodobnie właśnie na polecenie Rzymian. Powodem mogło być dojście do zbyt dużej siły politycznej: w 263 Odenat przejął kontrolę nad Lewantem, Mezopotamią i wschodnimi regionami Anatolii.

## Rządy Zenobii
Po śmierci Odenata władzę po nim objęła jego żona Septimia Zenobia w imieniu małoletniego syna Waballata. Zenobia była ambitną regentką i kontynuowała ekspansywną politykę swego męża. Najpierw podbiła Egipt na czele siedemdziesięciu tysięcy żołnierzy, a następnie ruszyła ku Azji Mniejszej. Celem Zenobii było przeniesienie stolicy kraju do Antiochii. Cesarz Lucjusz Domicjusz Aurelian odbił te tereny, a Zenobia została opuszczona przez dotychczasowych stronników. Na zorganizowany opór cesarz natrafił w Antiochii, ale pokonał wrogie oddziały, w tym także żołnierzy rzymskich, którzy przeszli na stronę Palmyry. Następnie Aurelian dokonał pozorowany odwrót, by później zająć Emesę. Jako ostatnia została zdobyta sama Palmyra w 272. Zenobia próbowała uciec, ale została pojmana. Później doszło jeszcze do buntu Palmyry, w wyniku którego nowym cesarzem obrany został inny syn Zenobii Septimius Antiochus. Ostatecznie także i on został dość szybko pokonany. Zwycięski Aurelian postanowił zniszczyć miasto i rozebrać jego mury, co stanowiło cios dla tamtejszego handlu ze Wschodem.